# Eiano
L'Eiano è un fiume che nasce dal Monte Manfriana del Massiccio del Pollino in Calabria a circa 600 metri sul livello del mare. Attraversa i comuni di Frascineto (dove nasce), Civita e Cassano all'Ionio, tutti in provincia di Cosenza.
Gran parte dei suoi 17 km di lunghezza sono in territorio di Cassano, nella valle che prende il suo nome. A circa metà del suo corso, il fiume Eiano costeggia il Santuario della Madonna della Catena, raggiungendo qualche chilometro dopo il centro abitato di Cassano all'Ionio. Un po' più in là diventa affluente del fiume Coscile prima che quest'ultimo diventi affluente stesso del fiume Crati.

## Storia
Il canyon scavato dal fiume raggiunge in certi punti la profondità di 20 metri dalla strada che lo costeggia nelle vicinanze del Santuario della Madonna della Catena. In tempi passati, inizio anni 1900, la portata era considerevole tanto che in territorio cassanese era presente una centrale idroelettrica dell'ENEL che fu poi spazzata via (vi perì nell'incidente anche il custode) da una piena che provocò anche la distruzione del ponte omonimo che collega Cassano a Lauropoli.

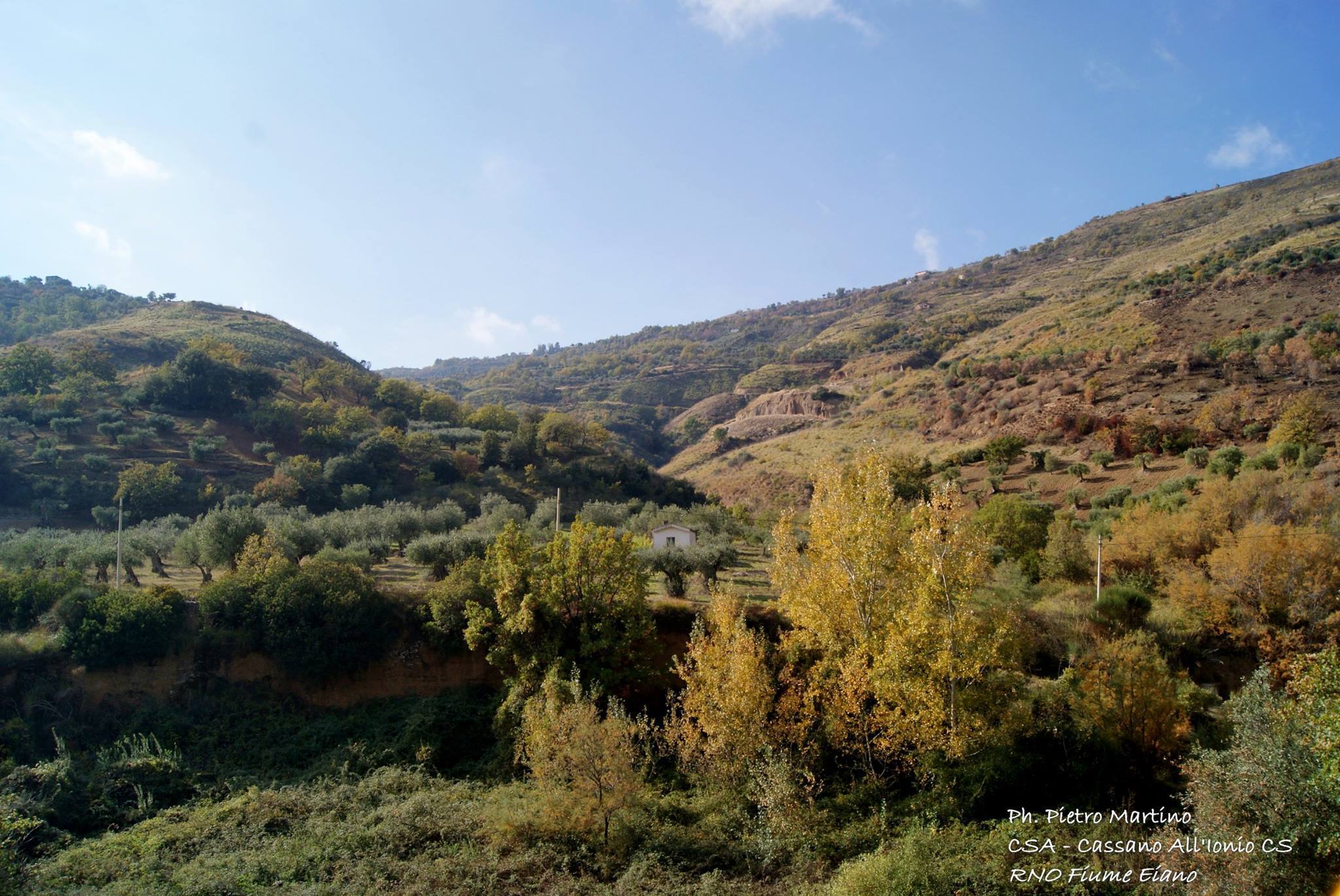
Veduta valle dell'Eiano nei pressi del Santuario della Madonna della Catena

Oggi la portata del fiume è molto ridotta, in estate diventa addirittura un rigagnolo, perché il Comune dove nasce preleva le sue acque per uso potabile. Ciò significa che le acque del fiume Eiano sono oggi interamente provenienti dalla raccolta alluvionale delle acque meteoriche che dai pendii si raccolgono quindi a valle. Tuttavia, l'area non essendo protetta in alcun modo, è fortemente antropizzata e l'agricoltura selvaggia attinge in modo smisurato alle sue acque impoverendone la portata. In alcuni punti i terreni sono lavorati fino a comprometterne l'ecosistema stesso.

## L'ambiente
Il CSA (Centro Sorveglianza Ambientale del Comune di Cassano all'Ionio) ente no profit e apolitico, è l'unico che sistematicamente provvede a un censimento dello stato di salute del fiume.
La naturalità del paesaggio della valle dell'Eiano è interessante sia da un punto di vista ecologico, sia da un punto di vista turistico-paesaggistico. Sono state censite numerose specie vegetali e animali che costituiscono un primo nocciolo di uno studio ecosistemico che andrebbe approfondito. Martino annota che essendo l'ambiente (almeno in alcuni tratti) non frequentabile e non frequentato da visitatori o curiosi, sia molto probabile che nasconda tesori costituiti da flora e da fauna particolarmente interessante e unica.

## Flora e fauna
Martino, nel 2017 ha ritrovato presso il tratto prima della cascata la specie di Chrysolina lutea. Questa specie appartenente alla famiglia delle Chrysomelidae, secondo Daccordi e Ruffo, era stata rinvenuta solo sulla costa tirrenica e si credeva non presente in quella ionica. Con un comunicato si invitavano le Autorità a prendere subito provvedimenti in merito. La scoperta ha avuto larga eco nella stampa locale ma purtroppo è stata ignorata dalla classe politica e dalle autorità competenti alla tutela del paesaggio. A oggi, lo stesso autore non ha più ritrovato la specie a seguito di un incendio di sicura matrice dolosa che ha distrutto gran parte della zona di rinvenimento. 

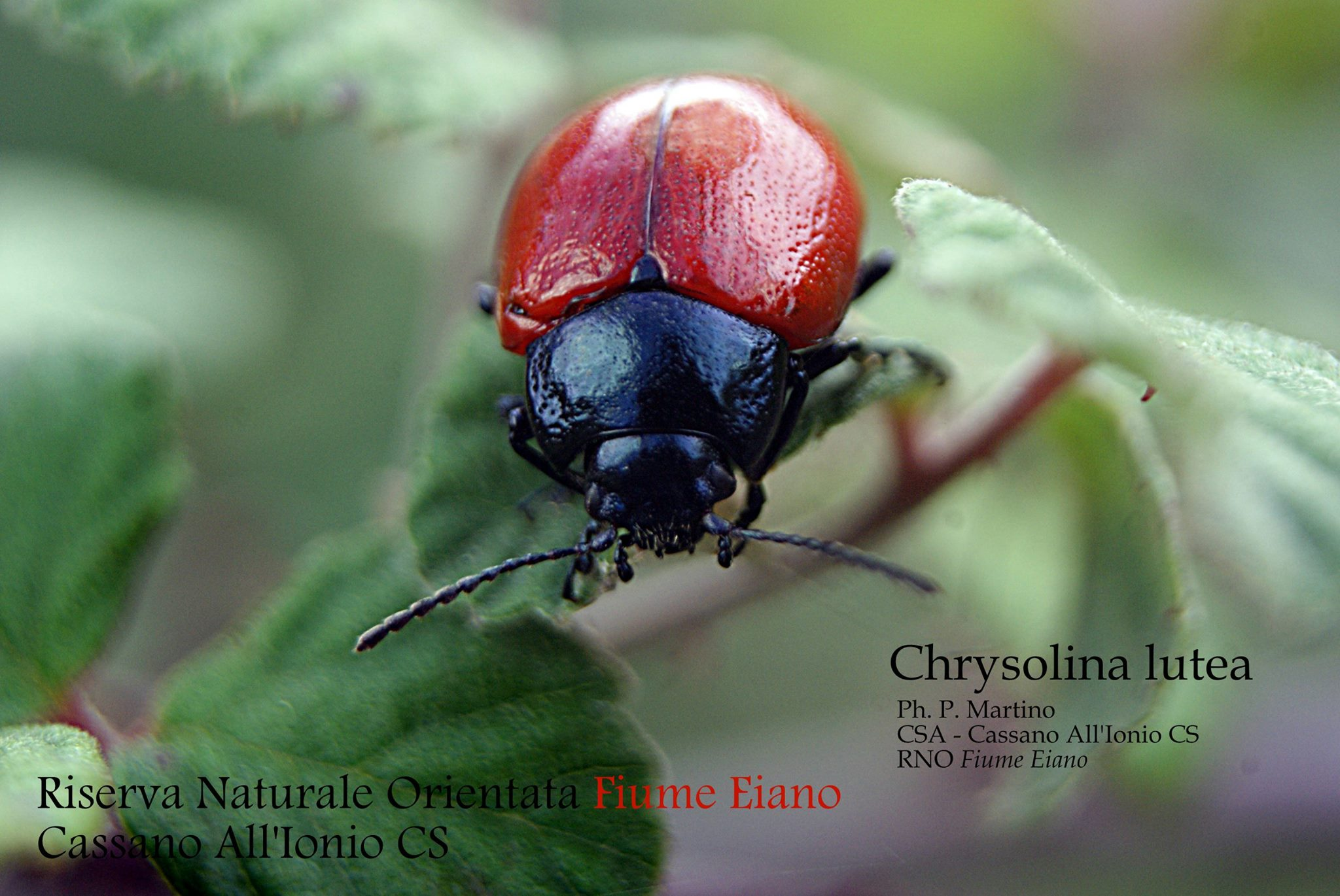
Chrysolina lutea

## Le cascate

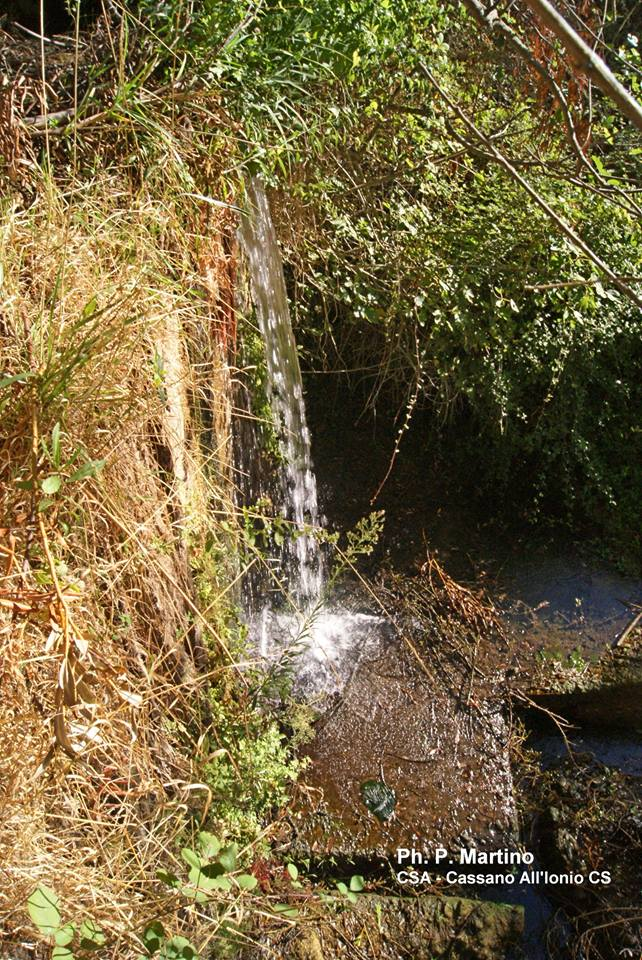
Cascata di mezzo fiume Eiano

Durante tutto il percorso del fiume, si contano almeno tre forti dislivelli che danno vita a cascate alte anche 5-8 metri che rendono il paesaggio ancora più affascinante e misterioso in quanto le cascate non sono facilmente accessibili vista la folta vegetazione di rovi. In foto la cosiddetta Cascata di mezzo Svettano alberi maestosi che si perdono nella valle e che sono visibili solo grazie alla loro impetuosa chioma. È in corso un censimento naturale delle specie presenti con geolocalizzazione e mappatura.
Molte sono le specie di insetti che si ritrovano grazie anche all'ambiente particolarmente umido, E molte sono le specie vegetali anche di un certo valore botanico.

## Riserva Naturale Orientata
È tuttavia necessaria l'istituzione di una Riserva Naturale Orientata per preservare intatto l'ecosistema che altrimenti muta di giorno in giorno per la forte presenza antropica. Alcune Associazioni operanti sul territorio (Patrioti Briganti, Liocorno, La Collina delle Ruote, I Care Cassano) si stanno prodigando per il riconoscimento presso la Regione Calabria di una Riserva Naturale che prevede oltre l'inclusione della valle del fiume Eiano, anche alcuni altri interessanti biotopi di notevole pregio: si ricorda, per esempio, la cosiddetta Pietra di San Marco dove si ritrovano alcune specie di crocus e la rara Stembergia lutea, oltre che numerose specie di orchidee già censite nel pregevole testo della professoressa Liliana Bernardo dell'Università di Cosenza (UNICAL).
Nella figura vengono delineati le aree della valle del fiume Eiano interessate a un primo censimento alla istituzione della RNO denominata Fiume Eiano.

## Progetti e divulgazione della RNO Fiume Eiano

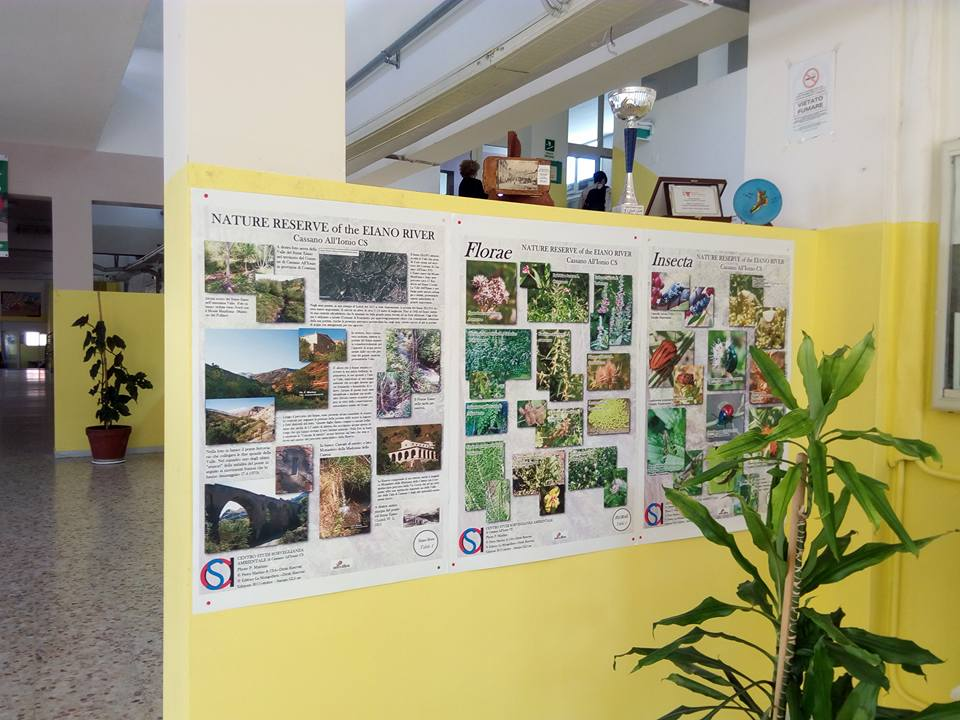
Progetto divulgazione RNO fiume Eiano

Per sensibilizzare gli alunni delle scuole di ogni ordine e grado presenti sul territorio del Comune di Cassano, il CSA ha avviato un progetto di divulgazione delle bellezze naturalistiche presenti nella valle del fiume, attraverso una serie di poster che raccontano le peculiarità paesaggistiche e storiche della valle e alcune presenze faunistiche e floristiche dell'area. I poster sono stati regalati alle scuole che hanno provveduto alla loro divulgazione negli atri dei plessi scolastici, come si nota dalla figura (Scuola Lanza di Cassano). 

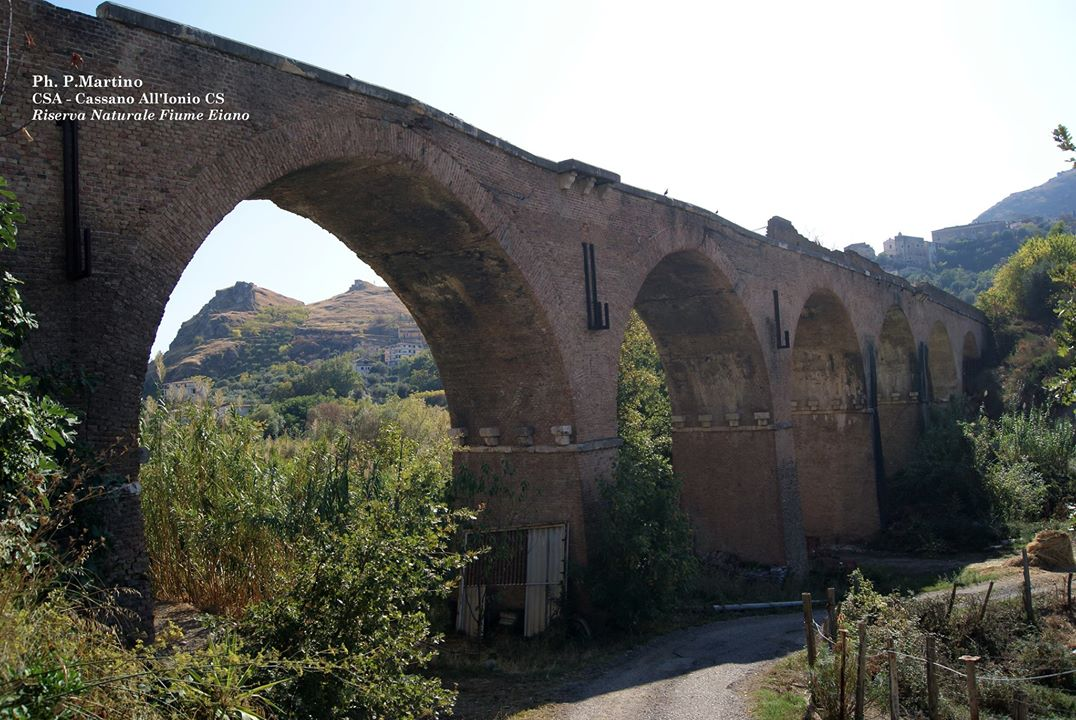
Veduta ponte ferroviario sul fiume Eiano-1

## Il ponte sul fiume Eiano
Interessante nell'area della valle del fiume, è la presenza di un ponte a campate interamente in mattoni, che originariamente collegava le due sponde della valle e che poi attraversa una serie di gallerie e giunge infine a Frascineto. Il ponte oggi è inagibile perché interessato da un movimento franoso di una certa intensità. Movimento che venne, quando il ponte era ancora utilizzato dai trenini delle FF.SS. Calabria, tenuto sotto controllo con sistemi visivi di controllo come evidenti nella figura. Il più vecchio risale al 1963.
Non è possibile visitare il ponte poiché inagibile e inaccessibile. Tuttavia per i turisti più avventurosi è possibile vederlo nella sua splendida maestosità dal di sotto, attraverso una via che guada addirittura il fiume e raggiunge una delle dismesse stazioni ferroviarie attualmente abitata dal Sig. Giuseppe.

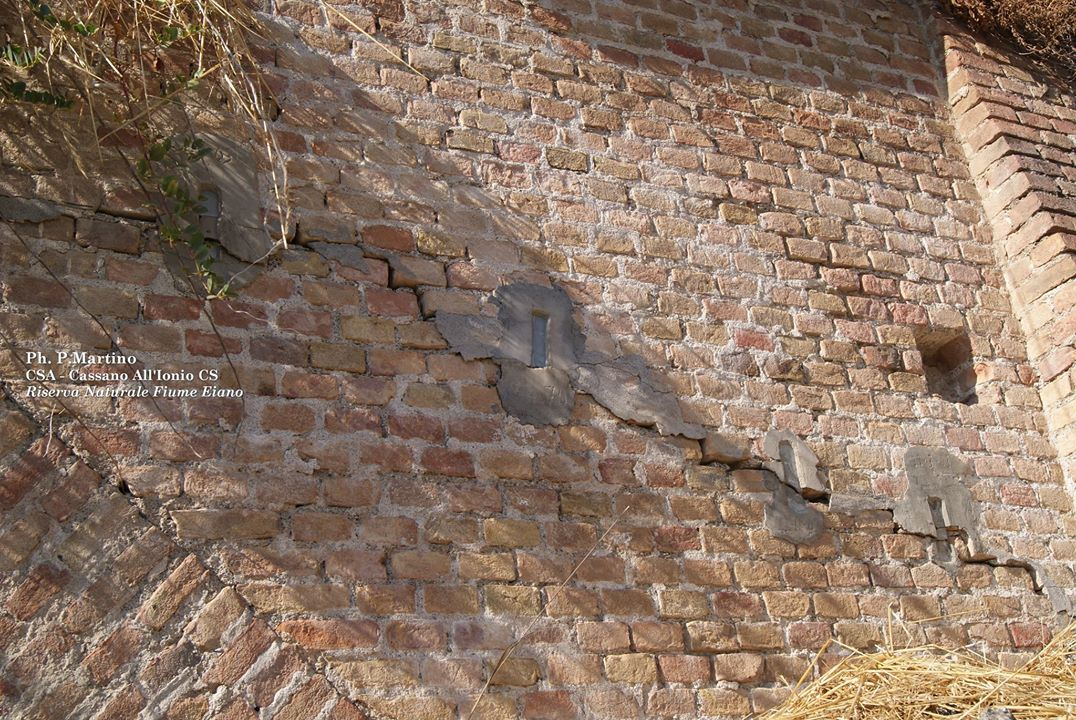
Sensori stato della frana del ponte sull'Eiano